# Alina Janowska
Alina Maria Janowska-Zabłocka, primo voto Borecka (ur. 16 kwietnia 1923 w Warszawie, zm. 13 listopada 2017 tamże) – polska aktorka teatralna, filmowa i telewizyjna, łączniczka dowództwa batalionu „Kiliński” w powstaniu warszawskim.

## Życiorys

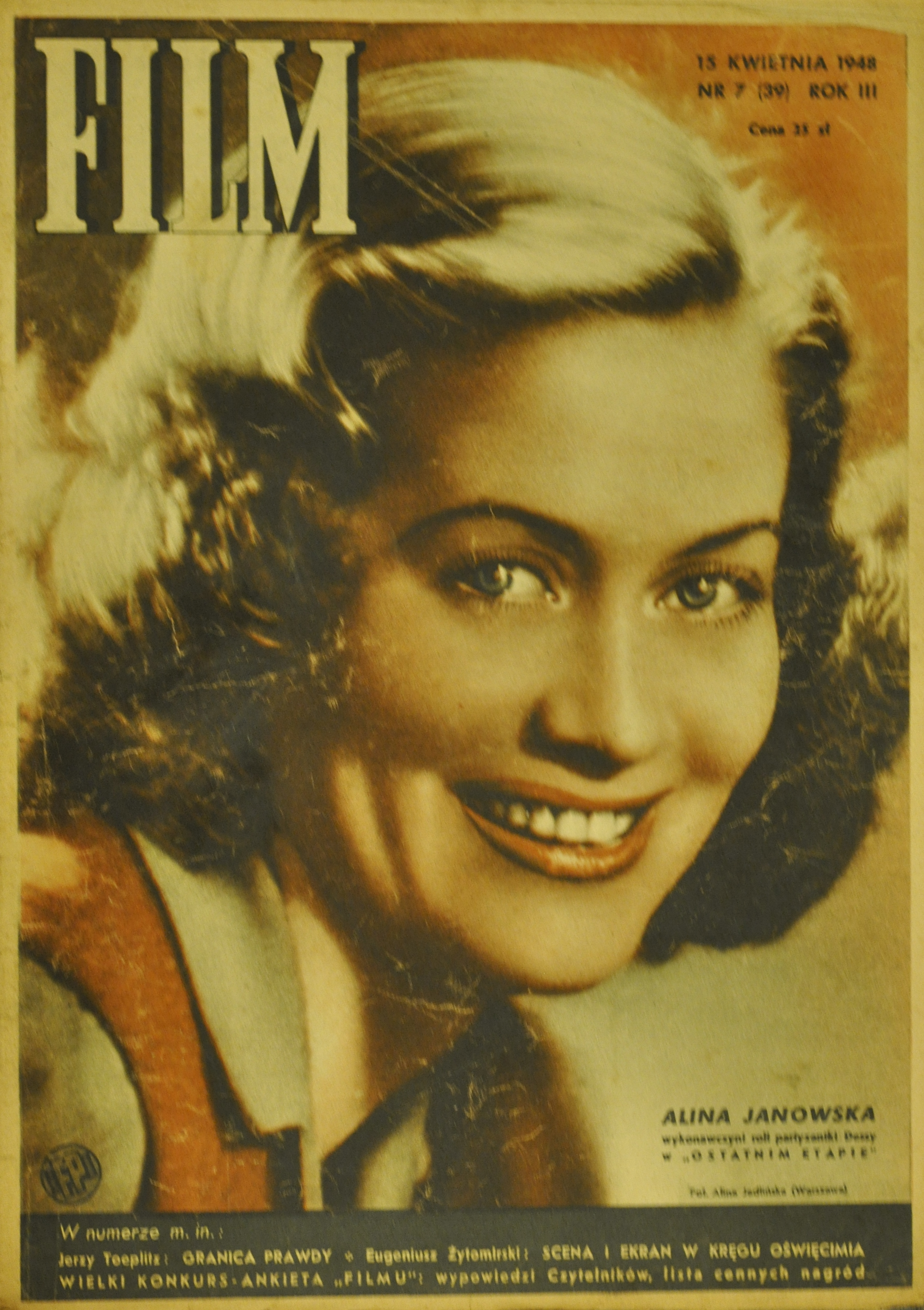
Janowska na okładce dwutygodnika „Film” (nr 39, 1948)

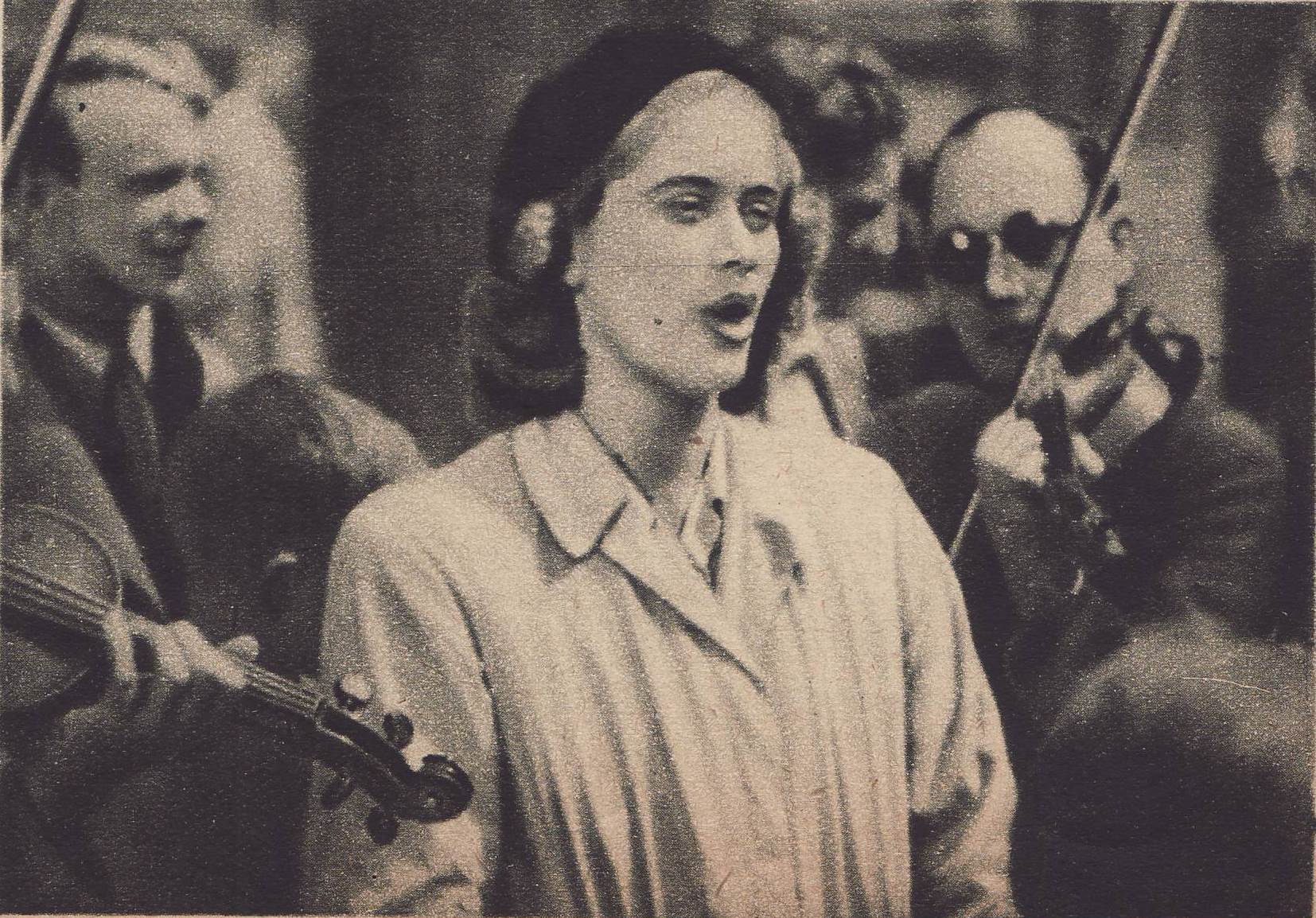
Janowska w filmie Zakazane piosenki (1946)

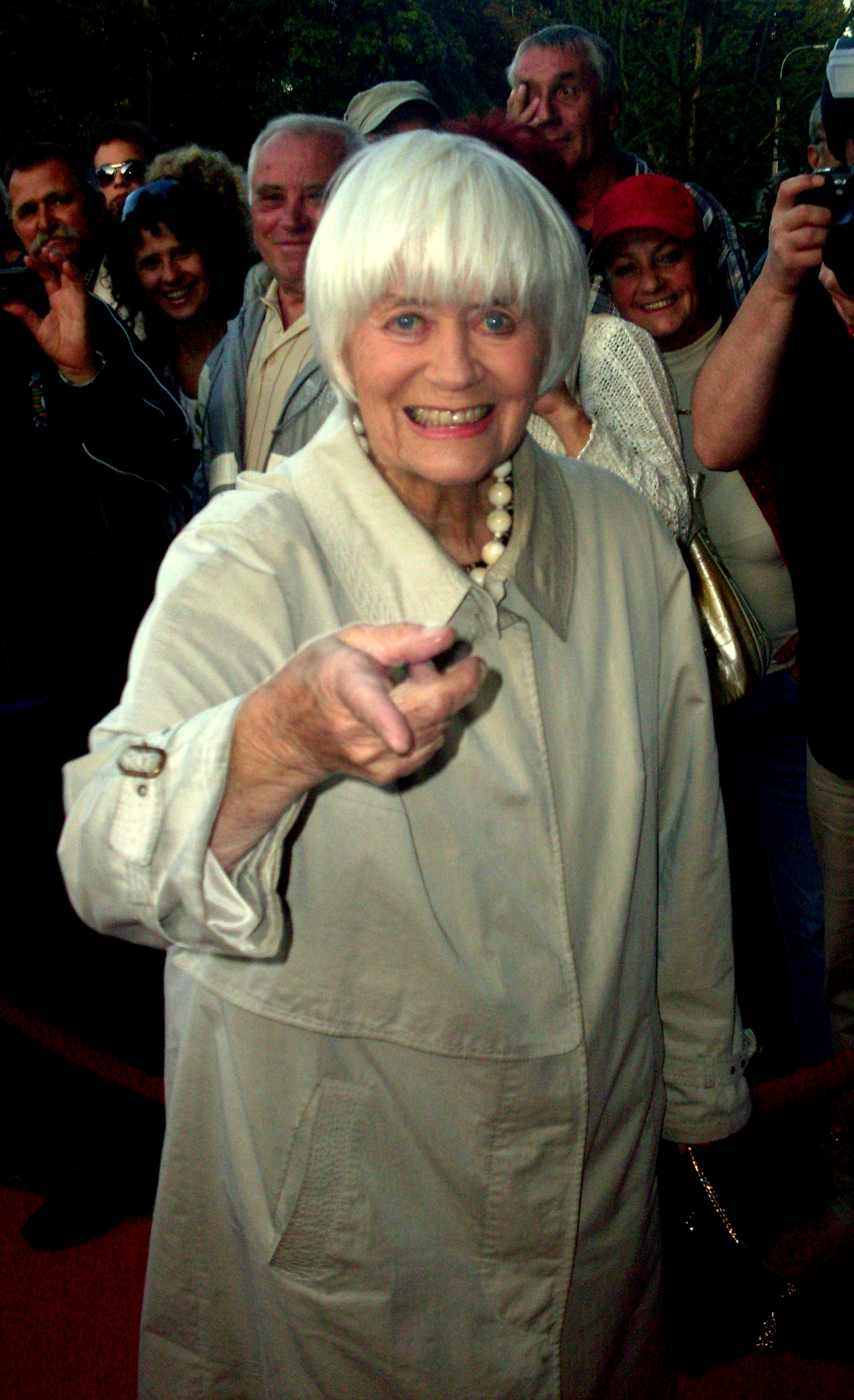
Janowska na festiwalu filmowym w Gdyni (2009)

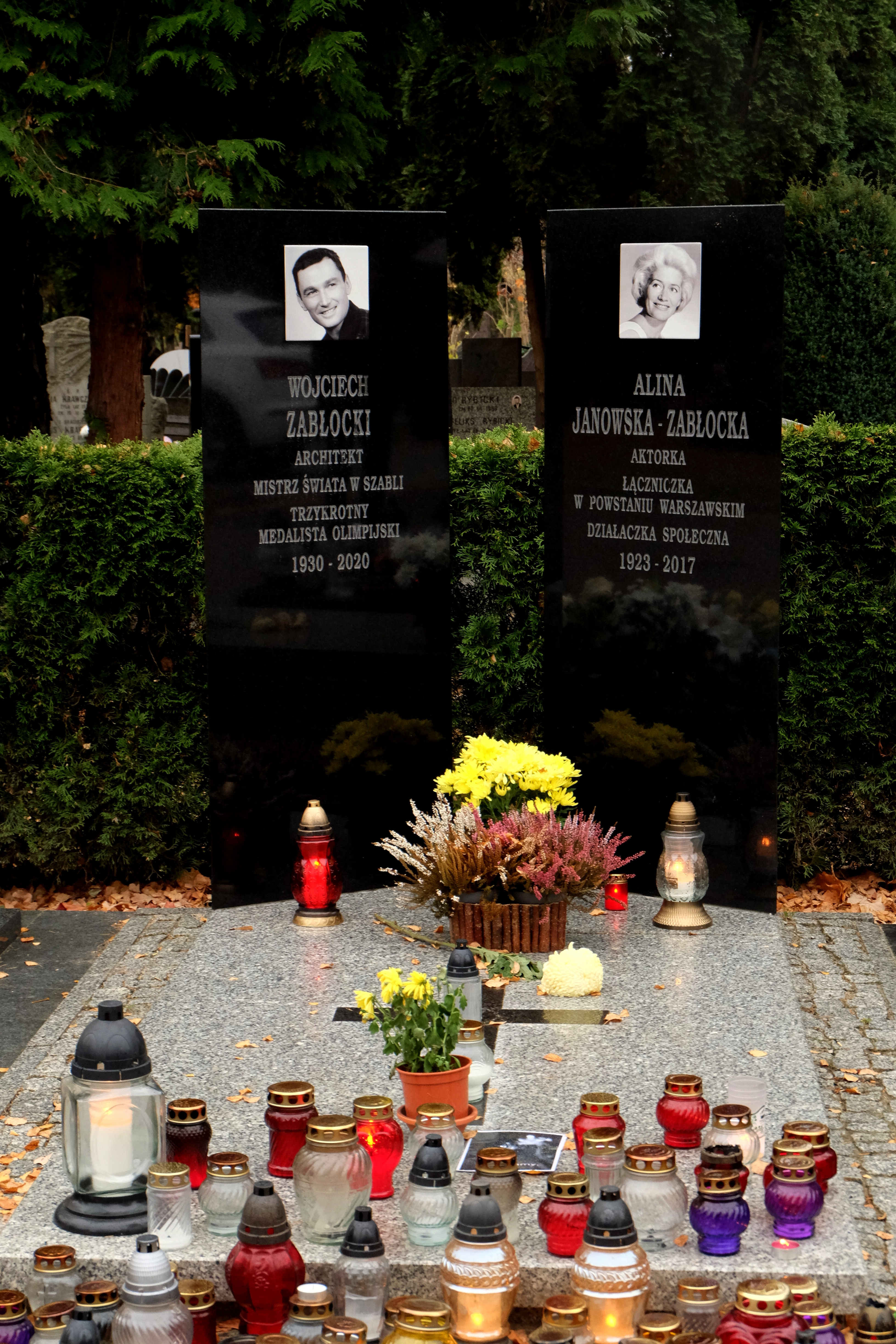
Grób Aliny Janowskiej i Wojciecha Zabłockiego w Alei Zasłużonych na cmentarzu Wojskowym na Powązkach w Warszawie

Córka Stanisława i Marceliny z domu Rymkiewicz. Ojciec, z wykształcenia inżynier rolnik, był adiutantem generała Józefa Dowbor-Muśnickiego. Matka, z wykształcenia śpiewaczka operetkowa, porzuciła obiecującą karierę dla męża i rodziny . Jej stryj, Bohdan Janowski, oficer i dziedzic majątku Janowskich Polany II koło Wiszniewa, zginął w Katyniu. Dzieciństwo spędziła m.in. w Berdówce, Brodach pod Kalwarią Zebrzydowską, Miętnem koło Garwolina i Żyrowicach. W młodości trenowała łyżwiarstwo i taniec. Na przełomie 1939 i 1940 została osadzona wraz z matką i bratem w obozie jenieckim Stalag I B Hohenstein pod Olsztynkiem. Została uratowana przed wywozem na roboty do Niemiec i przydzielona do prac w ogrodach pałacu w Wilanowie.
Aresztowana w nocy z 23 na 24 kwietnia 1942, została oskarżona o współpracę z podziemiem i pomoc rodzinie żydowskiej. Przez siedem miesięcy była więziona na Pawiaku w Warszawie. Wielokrotnie była przesłuchiwana w siedzibie Gestapo  przy al. Jana Chrystiana Szucha 25. 6 listopada została zwolniona i jednocześnie uratowana przed wywozem do Oświęcimia. Wzięła udział w powstaniu warszawskim, przyłączając się do niego pierwszego dnia powstania, 1 sierpnia. Była łączniczką dowództwa batalionu „Kiliński”, pod pseudonimem „Alina” (nieformalnie „Setka” – z uwagi na to, że można było na nią liczyć w 100%), na służbie pozostawała aż do 4 października 1944. Po upadku powstania i wyjściu z Warszawy przedostała się do rodziców w Tworkach.
Swój pierwszy występ dała w 1943 w Wyższej Szkole Muzycznej w Warszawie; zapowiadał ją Jerzy Waldorff. Po wojnie trafiła do łódzkiego Teatru Syrena, grała w kabarecie Gong. Wypatrzona w Syrenie przez asystenta reżysera Leonarda Buczkowskiego, znalazła się na planie Zakazanych piosenek (1946), w których wykonała utwór „Czerwone jabłuszko”.
W 1946 ukończyła Szkołę Tańca Artystycznego Janiny Mieczyńskiej w Łodzi, a dwa lata później zdała aktorski egzamin eksternistyczny.
Po powrocie do Warszawy w 1947 występowała w Teatrze Nowym (1947–1949), Teatrze Wojska Polskiego (późniejszy Dramatyczny; 1949–1952). W latach 1952–1955 oraz 1960–1965 grała w Teatrze Syrena. W międzyczasie (1956–1960) była aktorką teatru Buffo. Od 1966 do 1980 była związana z Teatrem Komedia w Warszawie.
W latach 1962–1964 wykładała interpretację piosenki w Szkole Muzycznej im. Chopina w Warszawie. W 1965 za wykonanie utworu „Romans otwocki” otrzymała nagrodę publiczności na 3. Krajowym Festiwalu Piosenki Polskiej w Opolu. W 1973 wydała album studyjny, zatytułowany po prostu Alina Janowska.
W 1990 została wybrana radną dzielnicy Żoliborz z listy ŻKO „Solidarność”. Następnie objęła funkcję przewodniczącej Rady Gminy Warszawa-Żoliborz. Była prezesem Stowarzyszenia Pomocy Dzieciom „Gniazdo”, od 2007 była członkinią honorową i Prezesem Honorowym Stowarzyszenia. Wieloletnia przewodnicząca Sekcji Estrady Związku Artystów Scen Polskich.
Po raz ostatni wystąpiła przed publicznością 17 marca 2013 na 34. Przeglądzie Piosenki Aktorskiej we Wrocławiu w koncercie „Urodziny Aliny. Benefis Aliny Janowskiej”, kiedy świętowała jubileusz pracy artystycznej.
Cierpiała na chorobę Alzheimera. Po mszy świętej pogrzebowej w kościele św. Stanisława Kostki została pochowana w Alei Zasłużonych cmentarza Wojskowego na Powązkach (kwatera G-tuje-37).

## Życie prywatne
Była zaręczona z Tadeuszem Plucińskim. Od 1954 do 1963 jej mężem był Andrzej Borecki, z którym miała córkę Agatę (ur. 1957). Od 1963 była żoną szermierza i architekta Wojciecha Zabłockiego, z którym miała dwoje dzieci: Michała (ur. 1964) i Katarzynę (ur. 1969). Od 1975 mieszkali w zaprojektowanej przez Zabłockiego willi przy ul. Kaniowskiej na warszawskim Żoliborzu.

## Filmografia

### Filmy fabularne (kinowe i telewizyjne)
| Rok  | Tytuł                                                        | Rola                                  | Uwagi                                                                                |
| ---- | ------------------------------------------------------------ | ------------------------------------- | ------------------------------------------------------------------------------------ |
| 1946 | Zakazane piosenki                                            | śpiewaczka uliczna                    | film muzyczny, reżyseria: Leonard Buczkowski                                         |
| 1947 | Ostatni etap                                                 | Jugosłowianka Dessa                   | film wojenny, reżyseria: Wanda Jakubowska                                            |
| 1948 | Skarb                                                        | Basia, siostrzenica Małkowej          | film komediowy, reżyseria: Leonard Buczkowski                                        |
| 1948 | Ślepy tor                                                    | Ewka                                  | film psychologiczny, reżyseria: Bořivoj Zeman                                        |
| 1950 | Czarci żleb                                                  | Hanka                                 | film sensacyjny, reżyseria: Tadeusz Kański                                           |
| 1953 | Dumna królewna                                               | księżniczka (polski dubbing)          | film familijny z 1952, tytuł oryg.: Pyšná princezna, reż. dubbingu: Jerzy Twardowski |
| 1961 | Kopciuszek                                                   | Gryzelda (polski dubbing)             | film animowany, reżyseria dubbingu: Seweryn Nowicki                                  |
| 1961 | Samson                                                       | Lucyna                                | film dramatyczny, reżyseria: Andrzej Wajda                                           |
| 1961 | Czas przeszły                                                | żona Kamińskiego                      | film psychologiczny, reżyseria: Leonard Buczkowski                                   |
| 1962 | Spóźnieni przechodnie (nowela Nauczycielka)                  | nauczycielka Zofia Kwiecińska         | film obyczajowy, reżyseria: Jan Rybkowski                                            |
| 1962 | Dumbo                                                        | słonica (polski dubbing)              | film animowany, reżyseria dubbingu: Jerzy Twardowski                                 |
| 1963 | Smarkula                                                     | doktor Wanda                          | film komediowy, reżyseria: Leonard Buczkowski                                        |
| 1967 | Poradnik matrymonialny                                       | redaktor Roksana                      | film komediowy, reżyseria: Włodzimierz Haupe                                         |
| 1969 | Pożarowisko                                                  | Rojecka                               | horror, reżyseria: Ryszard Ber                                                       |
| 1970 | Dzięcioł                                                     | Misia Waldek                          | film komediowy, reżyseria: Jerzy Gruza                                               |
| 1972 | Podróż za jeden uśmiech                                      | ciocia Ula, królowa autostopu         | film komediowy, reżyseria: Stanisław Jędryka                                         |
| 1975 | Dulscy                                                       | Aniela Dulska                         | film obyczajowy, reżyseria: Jan Rybkowski                                            |
| 1982 | Na tropach Bartka                                            | Kasicka, matka Maćka                  | film dla dzieci, reżyseria: Janusz Łęski                                             |
| 1984 | Miłość z listy przebojów                                     | członkini „teatrzyku”                 | film muzyczny, reżyseria: Marek Nowicki                                              |
| 1985 | Och, Karol                                                   | teściowa Karola, matka Marii          | film komediowo-erotyczny, reżyseria: Roman Załuski                                   |
| 1990 | Femina                                                       | matka Bogny                           | film psychologiczny, reżyseria: Piotr Szulkin                                        |
| 1991 | V.I.P.                                                       | Gręboszowa, matka Zdzisia             | film sensacyjny, reżyseria: Juliusz Machulski                                        |
| 1991 | Rozmowy kontrolowane                                         | Halina Należyty                       | film komediowy, reżyseria: Sylwester Chęciński                                       |
| 1999 | Gwiazdka w Złotopolicach                                     | Eleonora Gabriel                      | film komediowy, reżyseria: Radosław Piwowarski                                       |
| 2002 | Wszyscy święci                                               | Halina, przyjaciółka Marii z oddziału | film dramatyczny, reżyseria: Andrzej Barański                                        |
| 2008 | Niezawodny system                                            | Maria                                 | film obyczajowy, reżyseria: Izabela Szylko                                           |
| 2009 | Ostatnia akcja                                               | pułkownik Dowgird                     | film komediowo-sensacyjny, reżyseria: Michał Rogalski                                |
| 2013 | Zdjęcie od Nasierowskiej, czyli życie wielokrotnie spełnione | ona sama                              | film dokumentalny, reżyseria: Tomasz Pijanowski                                      |

### Seriale telewizyjne
| Rok       | Tytuł                             | Rola                                          | Uwagi                                                    |
| --------- | --------------------------------- | --------------------------------------------- | -------------------------------------------------------- |
| 1965–1966 | Wojna domowa                      | Irena Kamińska                                | serial telewizyjny, reżyseria: Jerzy Gruza               |
| 1968      | Stawka większa niż życie          | Rose Arens, właścicielka „Cafe Rose” (odc. 4) | serial telewizyjny, reżyseria: Andrzej Konic             |
| 1971      | Samochodzik i templariusze        | przewodniczka po Malborku (odc. 3)            | serial telewizyjny, reżyseria: Hubert Drapella           |
| 1971      | Podróż za jeden uśmiech           | ciocia Ula, królowa autostopu (odc. 4, 5, 7)  | serial telewizyjny, reżyseria: Stanisław Jędryka         |
| 1974      | Wielka miłość Balzaka             | madame Buchet (odc. 2, 4)                     | serial telewizyjny, reżyseria: Wojciech Solarz           |
| 1976      | Czterdziestolatek                 | Celina Powroźna (odc. 15)                     | serial telewizyjny, reżyseria: Jerzy Gruza               |
| 1977      | Lalka                             | Krzeszowska (odc. 1, 4, 5, 7, 8)              | serial telewizyjny, reżyseria: Ryszard Ber               |
| 1978      | Rodzina Leśniewskich              | pani psycholog (odc. 3)                       | serial telewizyjny, reżyseria: Janusz Łęski              |
| 1980      | Tylko Kaśka                       | ciotka Wanda (odc. 4)                         | serial telewizyjny, reżyseria: Włodzimierz Haupe         |
| 1980      | Kłusownik                         | Kasicka                                       | serial telewizyjny, reżyseria: Janusz Łęski              |
| 1984      | 5 dni z życia emeryta             | Irena                                         | serial telewizyjny, reżyseria: Edward Dziewoński         |
| 1993      | Czterdziestolatek. 20 lat później | Celina Powroźna (odc. 1, 3, 6)                | serial telewizyjny, reżyseria: Jerzy Gruza               |
| 1997–2010 | Złotopolscy                       | Eleonora Gabriel (odc. 1–1120)                | serial telewizyjny, reżyseria: Radosław Piwowarski i in. |
| 2007      | Niania                            | Leokadia, babcia Frani (odc. 64)              | serial telewizyjny, reżyseria: Jerzy Bogajewicz          |
| 2010–2011 | Plebania                          | Adela (odc. 1564–1724)                        | serial telewizyjny, reżyseria: różni                     |
| 2011      | Na dobre i na złe                 | pacjentka Lidia Makowska (odc. 437)           | serial telewizyjny, reżyseria: Kordian Piwowarski        |

## Odznaczenia i wyróżnienia
- 1979: Krzyż Kawalerski Orderu Odrodzenia Polski[29]
- 1979: Odznaka honorowa „Za Zasługi dla Warszawy”
- 1995: Krzyż Oficerski Orderu Odrodzenia Polski[30]
- 2001: Krzyż Komandorski z Gwiazdą Orderu Odrodzenia Polski[31]
- 2001: odcisk dłoni na Promenadzie Gwiazd w Międzyzdrojach
- 2003: Kawaler Orderu Uśmiechu
- 2005: Złoty Medal „Zasłużony Kulturze Gloria Artis”
- 2017: Odznaka Honorowa za Zasługi dla Ochrony Praw Dziecka (pośmiertnie)[32]
- Krzyż Partyzancki
- Krzyż Armii Krajowej
- Warszawski Krzyż Powstańczy